# Thrybius brevispina
Thrybius brevispina är en stekelart som först beskrevs av Thomson 1896.  Thrybius brevispina ingår i släktet Thrybius och familjen brokparasitsteklar. Inga underarter finns listade i Catalogue of Life.